# Bolitoglossa medemi
Espèce
Statut de conservation UICN

 VU B1ab(iii) : Vulnérable
Bolitoglossa medemi est une espèce d'urodèles de la famille des Plethodontidae.

## Répartition
Cette espèce se rencontre jusqu'à 800 m d'altitude, :
- en Colombie, dans les départements d'Antioquia, de Chocó et de Nariño ;
- au Panamá dans deux zones séparées, l'une dans la province de Darién, l'autre dans le comarque Kuna Yala.

## Description
La femelle holotype mesure 84,5 mm dont 36,3 mm pour la queue. Les mâles mesurent sans la queue de 33,7 à 46,7 mm et les femelles de 34,2 à 48,2 mm.

## Étymologie
Cette espèce est nommée en l'honneur de Federico Medem.

## Publication originale
- Brame & Wake, 1972 : New species of salamanders (genus Bolitoglossa) from Colombia, Ecuador, and Panama. Contributions in Science. Natural History Museum of Los Angeles County, no 219, p. 1-34 (texte intégral).